# روابط میان اخلاق جانوری و اخلاق زیست‌محیطی
رابطه میان اخلاق جانوری و اخلاق زیست‌محیطی (به انگلیسی: Relationship between animal ethics and environmental ethics) به ملاحظات اخلاقی متفاوت جانوران غیرانسانی، به ویژه آنهایی که در فضاهایی خارج از کنترل مستقیم انسان زندگی می‌کنند و موجودات مفهومی مانند گونه‌ها، جمعیت‌ها و اکوسیستم‌ها مربوط می‌شود. برخورد این دو میدان جزء برجسته گفتمان وگانیسم است.